# 朱廷益
朱廷益（1546年—1600年），字汝虞，别号虞崶，浙江嘉興府嘉興縣籍，嘉善縣人，明朝政治人物。

## 生平
七歲作蝴蝶詩，十四補諸生，隆慶四年（1570年）庚午科浙江鄉試第十四名舉人，萬曆五年（1577年）丁丑科會試第一百九十二名，登三甲第四十名進士。授福建漳浦县知县。万历十一年，因賑災杵上層，谪贬连州判官，還未成行，改嘉定知县，创立铁板册、三连票，“民间纳户，始知所程”。十四年（1586）丙戌，以治行第一，授南京禮部主事，移南文選司主事，遷考功司员外郎。十七年己丑，擢江西副使，奉敕提督江西学政。辛卯擢南光禄少卿，改南大理寺丞。癸巳冬，以憂歸。二十六年戊戌秋，起南通政司參議，明年之任。二十八年庚子（1600）春，擢提督四夷館太常少卿。仲秋患痢疾，十八日卒。年五十五歲。

## 家族
曾祖朱鳳，教授。祖父朱賢，學正。父朱建侯，教谕。母张氏。重庆下。兄廷皋。弟廷龍、廷珪、廷璋。元配施氏，生子朱衷纯，継配汝氏。孫朱肇坤。

## 贡献
万历年间，朱廷益倡导仿照曲阜“祭孔”之例，在徐孺子祠创立公祀徐孺子的“祭徐”制度，并选定徐孺子后人北沥徐家的徐廷臣、徐文华为首任世袭的奉祀人选，由此拉开了官方“祭徐”活动的序幕，并一直延续到清初。娄坚曾議增朱廷益入名宦祠。